# 格闘王国
格闘王国（かくとうおうこく）は、株式会社ブロードメディア・キャスティングが提供する携帯電話向け総合格闘技ポータルサイトである。

## 概略
2006年11月6日にiモードサイトとして開始。以降EZweb、Yahoo!ケータイでも順次開始した。
「DEEP」「パンクラス」「和術慧舟會」「SMACK GIRL」「禅道会」がオフィシャルサイトとして参加。これらの他K-1など他の格闘技に関する情報を始め待ち受けなど多彩なコンテンツを揃えている。
なお2008年4月上旬にPC版サイトも完成して、これまで以上のコンテンツの充実が図られている。

## 格闘王国LIVE
2007年11月25日には開設1周年を記念し、オフィシャル参加5団体の協力の元、「格闘王国LIVE2007」と題した総合格闘技イベントを新宿FACEで開催した。
2008年8月6日、代々木公園で開催された「MUSE LIVE SUMMER SHIBUYA サマフェス!! '08 -ARTIST VILLAGE FESTIVAL-」内のイベントとして「格闘王国ミニLIVE in サマフェス!! '08」を開催した。